# World Machine
World Machine è un album del gruppo musicale britannico Level 42, pubblicato dall'etichetta discografica Polydor nel 1985.
L'album, disponibile su long playing, musicassetta e compact disc, è prodotto dallo stesso gruppo con Wally Badarou, e i membri di questo team partecipano in alternanza alla composizione dei brani.
Dal disco vengono tratti quattro singoli tra il 1985 e l'anno seguente: Physical Presence, Something About You, Leaving Me Now e World Machine.

## Tracce

### Lato A
1. World Machine - 5:14
2. Physical Presence - 5:27
3. Something About You - 4:24
4. Leaving Me Now - 5:00

### Lato B
1. I Sleep on My Heart - 4:04
2. It's Not the Same for Us - 4:36
3. Dream Crazy (solo su MC e CD) - 3:53
4. Good Man in a Storm - 4:36
5. Coup d'état - 3:47
6. Lying Still - 5:39